# Ernst Ebeling (Mediziner)
Ernst Heinrich Martin Theodor Ebeling bzw. Ernst-Hindenburg Ebeling (* 22. November 1919 in Dobbertin; † 16. Januar 1991 in Seelscheid) war ein deutscher Luftwaffen- und Sanitätsoffizier.

## Werdegang
Ebelings Vater Dr. med. Ernst Ebeling war langjähriger Arzt im Kloster Dobbertin. 1933 zog er nach Bad Doberan.
Ebeling trat am 3. November 1937 als Offiziersanwärter in die Panzerabwehr-Abteilung 12 der 12. Infanterie-Division (Wehrmacht) ein. Im September 1939 (Überfall auf Polen) wechselte er zur Luftwaffe. Bis zum Februar 1941 schlossen sich Lehrgänge auf verschiedenen Flugzeugführerschulen an, bevor er am 11. März 1941 zur 10. Staffel des Kampfgeschwader 53 versetzt wurde. Bis zum 4. August 1943 blieb er in diesem Geschwader, wenn auch in unterschiedlichen Staffeln. Am 1. Dezember 1941 erfolgte seine Beförderung zum Oberleutnant und am 26. Oktober 1942 die Auszeichnung mit dem Ehrenpokal der Luftwaffe. Zum 4. August wurde er zum Kampfgeschwader 77 versetzt, das im Mittelmeerraum stationiert war. Zeitweise nahm er die Aufgabe eines Zweiten Generalstabsoffiziers (Ib) im Stab des Kampffliegerführer Mittelmeer (Fernkampffliegerführer/Luftflotte 2) wahr. Am 1. Oktober 1943 wurde er zum Hauptmann befördert und am 15. Januar 1944 in den Stab des Kampfgeschwaders 53 versetzt. Hier nahm er den Posten des Ersten Generalstabsoffiziers ein. Am 20. März 1945 wurde ihm in dieser Funktion das Ritterkreuz des Eisernen Kreuzes verliehen.
In der Nachkriegszeit studierte er an der Christian-Albrechts-Universität zu Kiel Medizin. Er durchlief die Ausbildung zum Internisten und trat 1957 in die neu aufgestellte Bundeswehr. Er war Leitender Sanitätsoffizier (LSO) der Heeresflieger, Abteilungsleiter am Flugmedizinischen Institut der Luftwaffe, Lehrgruppenkommandeur an der Sanitätsakademie der Bundeswehr und LSO des Luftflottenkommandos. Zuletzt war er ab 1. Oktober 1972 Generalarzt Sanitätsdienst der Luftwaffe. Ab 1. April 1973 hieß der Dienstposten Generalarzt der Luftwaffe. Am 31. März 1980 trat er in den Ruhestand.

## Auszeichnungen
- Frontflugspange
- Eisernes Kreuz II. und I. Klasse
- Deutsches Kreuz in Gold (23. Dezember 1942)[5]
- Ritterkreuz des Eisernen Kreuzes (20. März 1945)[5]
- Bundesverdienstkreuz 1. Klasse (1977)